# Toyota TF110
El Toyota TF110 fue un prototipo de monoplaza de Fórmula 1 diseñado por Toyota Racing para la temporada 2010. El chasis se diseñó y se produjeron dos unidades antes de que Toyota decidiera oficialmente retirarse de la Fórmula 1 al final de la temporada 2009. Un chasis fue dañado por el exdirector del equipo, John Howett, mientras que el otro se usó para una prueba. Varios equipos intentaron comprar el monoplaza.

## Shakedown
Se desconoce la competitividad general del monoplaza en comparación con otros coches de Fórmula 1 de 2010. El expiloto de Williams, Kazuki Nakajima, completó un shakedown del TF110 en Colonia, Alemania. Se dijo que el automóvil presentaba un conducto F trasero y «uno de los difusores traseros más extremos vistos» y también un sistema de ajuste de altura de manejo.

## Especulaciones de Pirelli
Cuando a Pirelli se le otorgó el contrato para hacerse cargo del suministro de neumáticos para la Fórmula 1 a partir de 2011, hubo muchas especulaciones de que el fabricante italiano compraría un monoplaza de F1 viejo o sin correr para permitir algunas pruebas antes de la ventana de prueba oficial de F1. Inicialmente se los había relacionado con la compra de un viejo chasis de BMW Sauber, pero luego se los vinculó con Toyota y usaron el TF110. La idea era que usar el chasis significaría que ningún equipo obtendría una ventaja de datos injusta. Pirelli decidió utilizar el Toyota TF109 de 2009 para sus pruebas con Nick Heidfeld al volante.

## Intentos de compra del chasis
Varios equipos intentaron comprar el chasis Toyota TF110 para usarlo en la Fórmula 1. El primer intento de usar el automóvil provino del equipo con base en Serbia Stefan GP. El equipo, dirigido por Zoran Stefanovic, compró el antiguo proyecto Toyota F1 por su conocimiento técnico. El equipo esperaba comprar los TF110 para usarlos en la temporada 2010. Uno de los TF110 se pintó de rojo y se encendió por primera vez el 19 de febrero. El equipo tenía la intención de lanzar y probar su automóvil el 25 de febrero, independientemente de si su aplicación a la grilla fue exitosa o no. La prueba estaba programada para llevarse a cabo en el Autódromo Internacional do Algarve, con Kazuki Nakajima al volante. A Stefan GP se le negó la entrada a la carrera en la Fórmula 1, y Bridgestone nunca le dio neumáticos con especificaciones oficiales.
Hispania Racing, que ya estaba en la F1, consideró comprar el chasis luego de su separación con los diseñadores de automóviles Dallara. Su jefe, José Ramón Carabante, hizo varias visitas a Colonia, pero nunca cerró un trato de compra. Durango también consideró comprar las unidades para su uso en la temporada 2011, pero no se les otorgó un espacio de entrada para dicha temporada.